# ホットレッグス
ホットレッグス (Hotlegs)は、1970年8月の「ネアンデルタール・マン」(バンド唯一のヒット曲)のヒットで知られるイギリスのグループである。
「ナマ脚」を意味するバンド名は､当時ストロベリー・スタジオに出入りしていた女性スタッフのホットパンツ姿から命名された。メンバーはエリック・スチュワート、ケヴィン・ゴドレイ、ロル・クレームで、後に10ccとなる4人のうち、グレアム・グールドマンはカセネッツ・カッツのセッションのため渡米中だった。
スタジオに届いた、当時はまだ珍しかった4トラックのレコーダーを使って冗談半分に作り出された曲が「ネアンデルタール・マン」だった。急きょレコード化が決まりホットレッグス名義で発売したところ、全英2位の大ヒット、ヨーロッパ各国でもヒットを記録した。しかし、予想外のヒットに怖気づいた彼らはアンティグア島へ雲隠れしてしまい、プロモーションの絶好機を逃してしまう。アルバムが発売された1971年3月には既にブームは去っており、アルバムは不発。同年10月のムーディー・ブルースのツアーにも前座として帯同したが、ジョン・ロッジの急病でツアーは途中キャンセルされ、ブレークできなかった。しかし、このツアーから3人に合流していたグレアム・グールドマンとともにバンド活動を続けた4人は、1972年、10ccとして成功を収めることになる。

## ディスコグラフィ

### アルバム
- 『シンクス : スクール・スティンクス』 - Thinks: School Stinks (1971年3月) ※英国盤と米国盤でテイク違いおよびミックス違いがみられる。また、ジャケットデザインも異なる。
- Song (1971年12月) ※上記アルバムに一部手を入れ､新曲も加えた改訂版

### コンピレーション・アルバム
- 『ホットレッグス』 - You Didn't Like It Because You Didn't Think of It (1976年) ※10ccのトップアーティストとしての評価が定まった頃に出された全曲集
- 『コンプリート・セッションズ1970-1971』 - You Didn't Like It Because You Didn't Think of It - The Complete Sessions 1970-1971 (2012年)

### シングル
- 「ネアンデルタール・マン / 叩けよ、さらば開かれん」 - "Neanderthal Man" / "You Didn't Like it Because You Didn't Think of It" (1970年)
- "Desperate Dan" / "Run Baby Run" (1970年) ※英国では発売なし
- "Run Baby Run" / "How Many Times" (1971年) ※米国のみの発売
- "Lady Sadie" / "The Loser" (1971年)